# Iskolinux
IskoLinux (pronunciato come is-kooh-lee-nux) è una distribuzione Linux confezionata e gestita dal sistema di gestione delle informazioni UPM (UPM) di UP Manila come parte della UP (University) delle Filippine (UP) per migrare a Linux. È un termine coniato dalla parola filippina iskolar che deriva dalla frase "iskolar ng bayan", riferendosi vagamente agli studenti UP come studiosi nazionali e Linux, il sistema operativo.

## Storia e sviluppo
Iskolinux è basato su BeatrIX, derivato da Knoppix e Ubuntu, che a loro volta derivano dal sistema operativo Debian. Gli sviluppatori principali del progetto sono Ariel S. Betan e Eric Manuel N. Pareja, entrambi sviluppatori di sistemi presso UPM. La distribuzione è sia un "live CD" che un programma di installazione, offrendo all'utente la possibilità di avviare il sistema operativo direttamente dal CD senza richiedere l'installazione su un disco rigido locale. Iskolinux è stato principalmente progettato come un sistema operativo desktop per includere applicazioni comunemente utilizzate da studenti, docenti e personale.
La versione più recente è IskoLinux v0.12 che utilizza il kernel Linux versione 2.6.7 e Gnome 2.8 come desktop manager. I piani futuri includono comandi di installazione, ambiente manuale e desktop in filippino.